# Ribautodelphax kalonerensis
Ribautodelphax kalonerensis är en insektsart som beskrevs av Den Bieman 1987. Ribautodelphax kalonerensis ingår i släktet Ribautodelphax och familjen sporrstritar.
Artens utbredningsområde är Grekland. Inga underarter finns listade i Catalogue of Life.